# Bicesse
Bicesse é uma povoação situada na freguesia de Alcabideche, Município de Cascais. É notória pelos Acordos de Bicesse, assinados próximo desta localidade (na Escola Superior de Hotelaria e Turismo do Estoril), e por albergar a primeira Aldeia de Crianças SOS em Portugal, em 1967. 